# Порккала (военно-морская база)
Порккала-Удд или Порккала — советская военно-морская база на территории Финляндии, существовавшая в 1944—1956 годы на полуострове Порккала и прилегающих островах и землях.

## Военно-морская база Российской империи в Великом княжестве Финляндском
В 1809 году по Фридрихсгамскому мирному договору Финляндия отошла к России в качестве Великого княжества Финляндского. Спустя три года, 12 апреля 1812 года, Всероссийский император а теперь еще и великий князь Финляндский Александр I объявил провинциальный Гельсингфорс новой столицей Великого княжества Финляндского.
В середине XIX века мощную цитадель возвели на Аландских островах, второе рождение пережила старая шведская крепость Свеаборг близ Гельсингфорса (Хельсинки).
После гибели в мае 1905 года 2-й Тихоокеанской эскадры, составленной из лучших кораблей Балтийского флота, Петербург оказался практически беззащитным перед угрозой вторжения противника со стороны Финского залива. Оставшиеся на Балтике устаревшие броненосцы не могли оказать сколько-нибудь серьёзного сопротивления современным дредноутам и линейным крейсерам вероятного врага; на постройку кораблей, сопоставимых с последними по силе, требовались огромные средства и время, которых у царского правительства не было.
Вот почему русское морское командование, исходя из наличных денежных средств, разработало необычный план защиты столицы. При реальной угрозе возникновения войны Финский залив от острова Нарген до полуострова Порккала-Удд предполагалось перегородить минным заграждением, северный и южный фланги которого прикрывались бы заранее установленными береговыми батареями. Эта Центральная минно-артиллерийская позиция должна была затруднить маневрирование неприятельского флота, вознамерившегося прорваться к Санкт-Петербургу.
Для выполнения поставленных задач следовало вынести наблюдение за морем за 300—400 километров к западу от рубежа Нарген — Порккала-Удд и создать эскадру заградителей, способных поставить 3 000 мин не более чем за 8 часов. Эта задача требовала экстренного строительства специальных кораблей…
Сформированный в 1909 году отряд минзагов, куда вошли «Волга», «Амур», «Енисей», «Ладога», «Нарова» и «Онега», позволил хорошо подготовить личный состав Балтийского флота к ведению минной войны.
В 1911 году император Николай II утвердил место для строительства новой военно-морской базы Российского императорского флота — полуостров Порккала-Удд.
В 7 часов утра 31 июля 1914 года за пять часов до объявления всеобщей мобилизации командующий Балтийским флотом адмирал Н. О. Эссен приказал отряду приступить к постановке минных заграждений. И четыре минзага — «Амур», «Енисей», «Ладога» и «Нарова», прикрываемые крейсерами в устье Финского залива и главными силами флота непосредственно перед позицией, за четыре часа установили 2 124 мин.
Предпринятые меры дали результат. В Первую Мировую войну, несмотря на неоднократные попытки, германский ВМФ так и не смог прорваться к устью Невы.

## Подводная война в Финском заливе во время 2-й мировой
12 марта 1942 переговоры между немецкими и финскими инстанциями по вопросу блокирования советских подлодок обозначили некоторое расхождение мнений по этому вопросу. Немцы полагали, что им удастся заблокировать Финский залив с помощью мин и охотников за подводными лодками, а финны считали эти меры недостаточными и стремились уговорить немцев поставить там сетевое заграждение. Но в 1942 году ни в Финляндии, ни в Германии не имелось подходящих для этого сетей.
9 мая 1942 года немцы начали постановку мин в Финском заливе, их количество в Финском заливе превышало 21 тысячу. Непосредственно у заграждений было развёрнуто более сотни различных кораблей и катеров. Таким образом, образовался противолодочный рубеж глубиной более 150 миль. Однако советским подводником удалось найти проходы в этих минных полях.
Активные действия советских субмарин на Балтике в 1942 году заставили противника принять меры к недопущению прорыва подводных лодок Балтийского флота на коммуникации подвоза стратегических материалов и сырья. Для этого было решено герметично закрыть выход из Финского залива сетевыми заграждениями, хотя заготовка сетей стоила больших материальных затрат.
В конечном итоге в 1943 году немецкими и финскими кораблями были выставлены несколько систем эшелонированных по глубине минно-сетевых заграждений, средств обнаружения и противолодочных сил — так называемых противолодочных рубежей.
По сложности навигационной обстановки, по насыщенности противолодочными силами и средствами самыми мощными были немецкие гогландский и нарген-порккалауддский рубежи, блокировавшие восточную часть Финского залива.
Рубеж, перекрывавший залив по линии о. Вигрунд — о. Большой Тютерс — о. Гогланд, состоял из антенных, донных и якорных магнитных мин, поставленных ярусами по всей глубине, широкой системы постов наблюдения и связи, прожекторных установок и береговых батарей, расположенных на островах.
К концу апреля 1943 г. на рубеже было выставлено 8,5 тыс. мин, в том числе 560 донных магнитных, 1360 якорных магнитных и почти 6,5 тыс. контактных. В районе полуострова Порккала-Удд начала работать шумопеленгаторная станция. Вдоль рубежа патрулировали противолодочные корабли и катера противника.
Другой, главный, рубеж гитлеровцы развернули между островом Нарген и мысом Порккала-Удд. Глубина залива здесь составляет 25—60 м и только в одном месте достигает 80 м, ширина — 20 миль. Основным препятствием для лодок служила двухрядная подвешенная к многочисленным поплавкам и поставленная на тяжёлые якоря стальная сеть. Отдельные секции её длиной до 250 м и высотой до 40— 70 м перегораживали весь залив от южного до северного побережья.
Советские подлодки неоднократно пытались разрезать или торпедировать эту сеть, но убедились в тщетности этих попыток.
За всю кампанию 1943 года подводные лодки Балтийского флота провели всего две торпедных атаки, которые оказались безрезультатными. Обстановка с положением Балтийского флота изменилась только в начале сентября 1944 года, когда Финляндия вышла из войны.

## Советская история базы

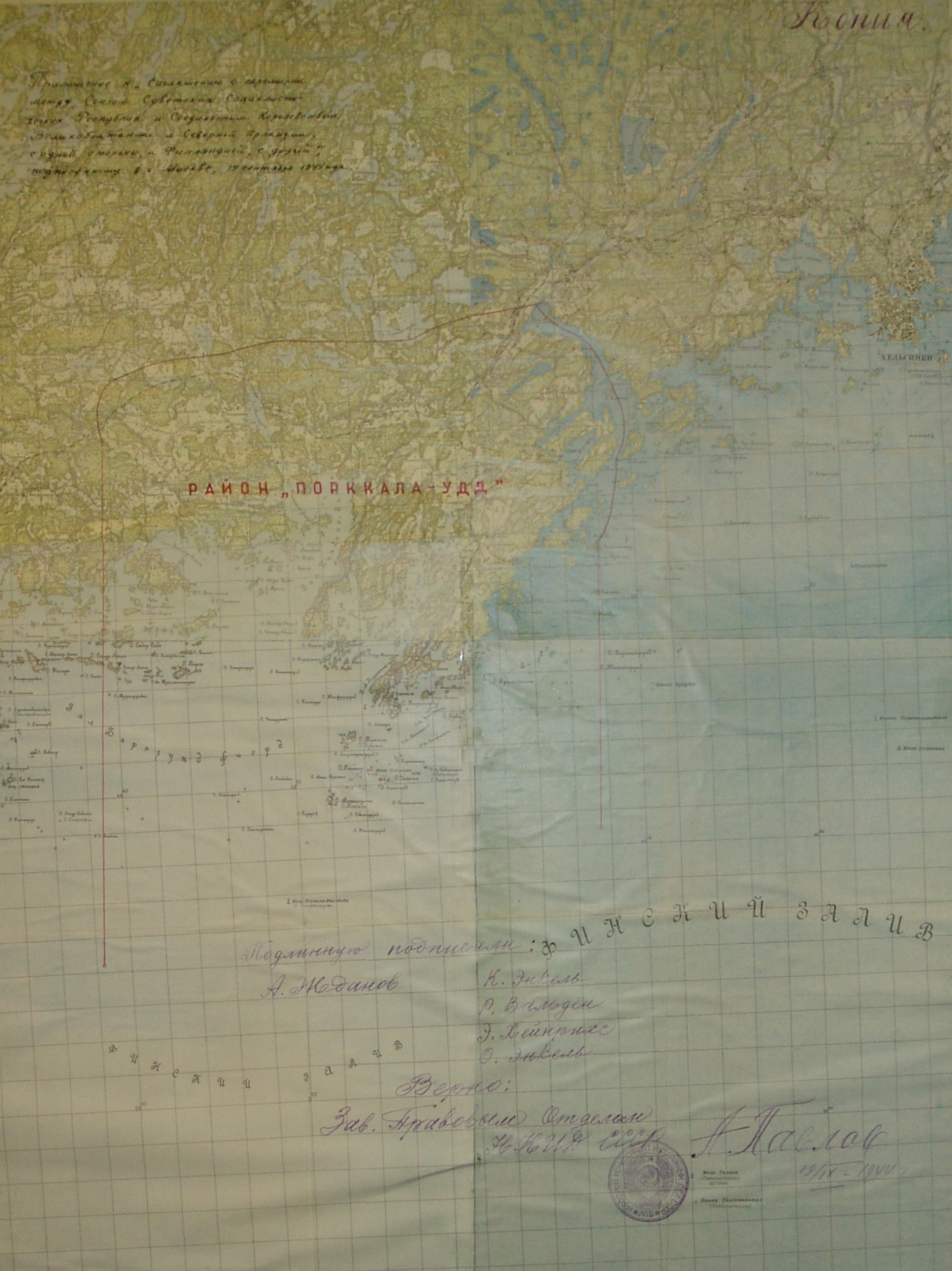
Карта — приложение к соглашению о перемирии между СССР и Финляндией, 19 сентября 1944 года.

### История создания
Советское руководство считало необходимым обеспечить дополнительную безопасность Ленинграда со стороны Финского залива. С этой целью и было принято решение создать «каменную подушку безопасности» для колыбели революции.
13 марта 1940 года, после окончания Зимней войны Советский Союз получил Карельский перешеек и право аренды территории полуострова Ханко (Гангут) в течение 30-и лет для постройки там военно-морской базы. В марте 1940 года у СССР не было причин требовать территорию Порккала.
19 сентября 1944 года в связи с прекращением военных действий со стороны Финляндии 4 сентября и со стороны Советского Союза 5 сентября 1944 г., в Москве было подписано Соглашение о перемирии, согласно которому Финляндия обязалась отвести свои войска за линию советско-финской границы, определённой Мирным договором 12 марта 1940 года. При этом Советский Союз отказывался от своих прав на аренду полуострова Ханко, предоставленных ему Мирным договором 1940 года, а Финляндия обязывалась предоставить Советскому Союзу на правах аренды сроком на 50 лет территорию и водные пространства для создания советской военно-морской базы в районе Порккала-Удд.
Это Соглашение было подтверждено Мирным договором, заключённым в Париже 10 февраля 1947 года. Под аренду было отдано около 100 км². Туда вошли практически вся община Дегербю, частично Сиунтио, Инкоо и Эспоо. Стоимость аренды — 5 миллионов финских марок в год.
База на Порккале была более выгодна, чем база на Ханко. Появилась возможность возродить известную ещё с царских времён Центральную минно-артиллерийскую позицию, блокирующую в случае чего прорыв вражеских кораблей к Ленинграду: береговые батареи на Порккала-Удде и батареи на противоположном эстонском острове Нарген огнём перекрывают вход в Финский залив в самом узком месте, при необходимости ставятся ещё и мины.
Главной задачей новой советской ВМБ в Финляндии было создание прямой и непосредственной угрозы финской столице Хельсинки («нож у горла»), так как Порккала-Удд находится значительно ближе к ней, чем Ханко — всего в часе езды от этого города, в связи с чем в Финляндии в конце 1940-х годов рассматривался перенос столицы из Хельсинки вглубь страны.

### Границы арендуемой территории
Начальным пунктом границы арендуемого Союзом ССР у Финляндии района Порккала-Удд является точка с координатами: широта = 59°50' северная; долгота = 24°07' восточная. От этой точки линия границы проходит на север по меридиану 24°07' к точке с координатами: широта = 60°06',2 северная; долгота = 24°07' восточная.
Далее линия границы проходит по условной кривой в северном направлении к точке с координатами: широта = 60°08',1 северная; долгота = 24°07',6 восточная.
Отсюда линия границы проходит по условной кривой в общем северо-восточно-восточном направлении к точке с координатами: широта = 60°10',4 северная, долгота = 24°34',1 восточная. Далее по условной кривой вдоль залива Эспоонлахти, а затем восточнее островов Смухольмарне, Бьеркен, Медвасте, Хег-Хольм и Стур-Хамн-Хольм к точке с координатами: широта = 60°02',9 северная; долгота = 24°37',7 восточная, и далее линия границы проходит на юг по меридиану 24°37',7 до внешних пределов территориальных вод Финляндии.

### Начало формирования базы
На основании постановления ГКО № 7070сс от 3 декабря 1944 года и приказа НКВД № 001496 от 14 декабря 1944 года для восстановления и строительства военно-морских баз и береговой обороны Таллинского и Рижского морских оборонительных районов Балтийского флота создано Управление строительства военно-морской базы в Порккала-Удд, входившее в состав Управления строительства военно-морских баз Таллинского и Рижского морских оборонительных районов «Балтвоенморстрой» НКВД СССР при Главпромстрое НКВД СССР.
Начальник Управления строительства военно-морской базы в Порккала-Удд — полковник административной службы Тарханов Леонид Александрович (бывший начальник Воркутлага).
Оперативные задачи решаемые вновь создаваемой военно-морской базой: осуществлять оборону центральной минной позиции чтобы не допустить прорыва морем надводных и подводных сил противника в Финский залив; как плацдарм, быть готовой к приему войск для развертывания активных действий на сухопутном направлении; во взаимодействии с находящейся в её подчинении Военно-Морской Комендатурой Хельсинки обеспечивать временное базирование и оперативное развертывание кораблей КБФ, погрузку и разгрузку транспортов. Кроме того, под наблюдением ВМБ должно было осуществляться плавание транспортов и военных кораблей на шхерной коммуникации Стокгольм — Турку — Улькотамио — Таллин. Таким образом, советская сторона получила доступ к контролю над мореходством и внешней морской торговлей Финляндии.
20 сентября 1944 года началось формирование военно-морской базы Порккала-Удд. В неё было включено 2 артиллерийских дивизиона: 4 береговые 45-мм батареи и 2 батареи среднего калибра.
Нарком ВМФ Н. Г. Кузнецов 20 сентября 1944 года приказал:
«На территории Порккала-Удд развернуть военно-морскую базу в следующем составе: отряд бронекатеров (пять катеров), два дивизиона малых охотников БМО, МО и сторожевых катеров типа КМ (25 катеров), дивизион тральщиков (девять тральщиков), два дивизиона катеров-тральщиков (19 катеров), кроме того, тралбаржи и их буксировщики, отряд транспортов (пять транспортов), сектор береговой обороны (дивизион железнодорожной артиллерии — четыре трехорудийные батареи 180—305-мм, дивизион стационарной артиллерии в составе батарей: трехорудийной 130-мм, одной трехорудийной 127-мм, четырёх четырёхорудийных 45-мм), бригада противовоздушной обороны в составе пяти зенитных артиллерийских дивизионов (76 стволов калибром 85—25 мм).
Если финская береговая артиллерия района Порккала-Удда окажется исправной, то её укомплектовать личным составом флота»
За 10 дней из Порккала было эвакуировано 7272 местных жителя вместе с урожаем и скотом, из них 1170 — из Дегербю. Вся коммуна Дегербю имела население 1400 человек, живших в 24-х деревнях.
В марте 1945 года смешанная советско-финляндская комиссия закончила работы по демаркации линии границы арендованного района, установив 111 пограничных знаков. После демаркации границ арендованной территории на финской стороне осталось только три деревни коммуны Дегербю, поэтому в 1946 г. коммуна Дегербю была слита с коммуной Инго/Инкоо.
Вскоре началось строительство укреплений, в которых с 1947 года стали размещать мощные 100-мм казематные пушки, спаренные с пулемётом «Максим». Дальность стрельбы этих орудий превышала 2 километра.
На протяжении 1944—1946 гг. советское руководство не спешило со строительством базы. Объясняется это тем, что в первые послевоенные годы скандинавские страны: Дания, Норвегия и Швеция занимали дружественную по отношению к СССР позицию.
Финансирование строительства базы
1952 — 43,8 млн руб.
1953 — 36,7 млн руб.
1954 — 29,5 млн руб.
1955 — около 25 млн руб.

### Скандинавский кризис
В сентябре 1947 года на межамериканской конференции в Рио-де-Жанейро США и страны Латинской Америки заключили Договор об обороне Западного полушария, предусматривавший включение в «зону его безопасности» Северного Ледовитого океана и северной части Атлантического океана с прилегающими к ним территориями европейского Севера.
Возникла идея крепче «привязать» Финляндию к СССР дополнительными обязательствами. 22 февраля 1948 года президенту Финляндии Ю. К. Паасикиви было сделано официальное предложение заключить Договор о дружбе, сотрудничестве и взаимной помощи, совпавшее по времени с коммунистическим переворотом в Чехословакии.
Это вызвало тревогу в Скандинавии, усугублявшуюся распространившимися в марте—апреле 1948 года слухами о том, что «следом за Финляндией наступит очередь Норвегии и Дании». Правительства этих стран стали выяснять возможность военной помощи США и Великобритании, что заставило западные страны ускорить создание военного союза, который и был оформлен уже 17 марта 1948 года.
Чтобы удержать Данию и Норвегию на позициях нейтралитета, правительство Швеции в конце апреля 1948 года. представило проект по созданию альтернативного Скандинавского оборонительного союза, призванного играть роль буферной зоны между Востоком и Западом.
Активность военных приготовлений в Скандинавии и осложнение советско-финляндских отношений отразились в разработанном для ВМБ ПУ задании по решению заочных оперативно-тактических задач в летний период 1948 года. Советское командование рассматривало следующий вариант: иностранные государства под предлогом «дружественного визита в Скандинавские страны» вводят в Балтийское море сильную группировку своего флота и, продолжая сосредотачивать на территории Скандинавского полуострова экспедиционные силы, без объявления войны начинают военные действия против СССР. В связи с этим также предполагалось, что потребуется ультиматум, чтобы получить разрешение Финляндии на ввод советских войск.
Данный план допускал захват Таллина, главной базы ВМС. После этого советское командование должно было развернуть вооружённые силы в направлении Ювяскюля, Тампере, Пори, Турку, Ханко, Хельсинки, Порво, Ловиз, чтобы подготовить фланговые удары по противнику с севера и организовать десант на эстонское побережье. В подобных обстоятельствах ВМБ Порккала-Удд становилась главной базой Балтийского флота. Именно на неё ложилась основная задача по подготовке десантной операции, для выполнения которой она должна была собственными силами организовать военно-морские базы Ханко и Хельсинки. Таким образом, данный план выявил резко возросшее военно-стратегическое значение ВМБ Порккала-Удд. Это заставило советское руководство уже осенью 1948 года пересмотреть темпы её строительства, усилить боевую готовность и приступить к большим реконструктивным изменениям. В состав базы были введены дополнительные части и соединения с большим объёмом новой техники и вооружении.
Политический кризис, возникший в Скандинавии в 1948 года, разрешился вступлением Дании и Норвегии в апреле 1949 в НАТО. В январе 1950 года они заключили с США соглашение о военной помощи, а в начале 1951 года приняли участие в создании единого командования и общих вооружённых сил НАТО.
Советско-финляндские отношения с 1950 года, напротив, начали постепенно улучшаться. Это было связано с деятельностью нового премьер-министра Финляндии У. К. Кекконена. В 1952 года он предложил вернуться к идее Скандинавского нейтрального союза, выдвинув Финляндию на роль посредника между СССР и Скандинавскими странами в мирном урегулировании.
Однако в условиях присутствия советских вооружённых сил на финляндской территории эта идея была практически неосуществима.
Из мемуаров Н. С. Хрущёва: «Я считал, что не лучший способ завоевания доверия финского народа — держать у них под горлом ножик в виде военной базы… Как же мы можем призывать американцев вывести свои войска с других территорий, если наша база расположена в Финляндии? Она выполняет ту же роль, что и американские базы, к примеру, в Турции».

### Контингент базы
7 октября 1944 года Постановлением Государственного Комитета Обороны № ГОКО-6660сс «Об утверждении формирования дивизии морской пехоты для сухопутной и противодесантной обороны военно-морской базы Порккала-Удд» было предписано:
Для сухопутной и противодесантной обороны военно-морской базы Порккала-Удд обязать Наркомвоенморфлот (т. Кузнецова) сформировать к 15 ноября с. г. одну дивизию морской пехоты, численностью 10.500 человек. Обязать Начальника Генерального Штаба Красной Армии выделить одну стрелковую дивизию из состава Красной Армии, численностью не менее 5 тысяч человек.

1-я Мозырская Краснознаменная дивизия морской пехоты была сформирована на базе 55-й стрелковой Мозырской Краснознамённой дивизии.
10 октября 1944 года дивизия поступила в распоряжение командующего Краснознаменным Балтийским флотом и была на кораблях переброшена в Хельсинки, а оттуда на полуостров Порккала-Удд.
На базе дислоцировались два корабельных соединения:
- БШК — бригада шхерных кораблей. Шхерные корабли представляли собой бронекатера, вооружённые двумя танковыми пушками.
- ОВР — охрана водного района, состоящая главным образом из тральщиков. Эти корабли, как правило, покидали родные берега для боевого траления на несколько месяцев.

Кроме моряков и морской пехоты на территории базы были размещены пограничники и стройбат.
7 июня 1947 года в Порккала-Удд пришёл броненосец береговой обороны «Выборг». В недавнем прошлом под названием «Вяйнемяйнен» он входил в состав финского ВМФ. Введенный в строй в 1932 году, корабль обладал сильным вооружением и бронированием. Советский Балтфлот начал охоту за ним и однотипным «Ильмариненом» ещё в 1939 году. Однако «Вяйнемяйнен» в отличие от собрата, подорвавшегося на мине в 1941 году, уцелел. По условиям Парижского мира Финляндия продала последний оставшийся у неё броненосец Советскому Союзу.
На территории военно-морской базы было создано около 300 различных оборонительных сооружений.
Административные службы базы располагались в городке Киркконумми (18 километрах к северу от базы и 30 километрах от Хельсинки).
Там же располагался штаб и госпиталь.

### Командование базы
Командиры военно-морской базы Порккала-Удд:
- 09.11.1944 — 09.05.1945 — капитан I ранга Антонов, Неон Васильевич
- ??.06.1945 — ??.04.1950 — капитан I ранга Сухиашвили, Константин Давидович
- ??.04.1950 — ??.11.1951 — контр-адмирал Чабаненко, Андрей Трофимович
- ??.11.1951 — ??.04.1956 — генерал-лейтенант артиллерии Кабанов, Сергей Иванович

Начальники штаба:
- ??.12.1945 — ??.03.1948 — капитан I ранга Луцкий Николай Львович

Начальники политотдела
- 09.11.1944 — 09.05.1945 — подполковник Трусков Яков Иванович[5]
- ??.01.1951 — ??.10.1954 — контр-адмирал Бурдаков Павел Васильевич[6]
- ??.10.1954 — ??.12.1955 — контр-адмирал Зарембо Николай Петрович

### Повседневная жизнь базы
Территория базы закрытая. Периметр охраняемой территории — 40 км. Чтобы покинуть охраняемую территорию военно-морской базы, даже старшему офицеру и членам его семьи надо было оформить большое количество бумаг на выезд и столько же на въезд.
Несанкционированный выход за пределы базы — ЧП. На флоте Порккала-Удд считался чем-то вроде неформального штрафбата.
Из достопримечательностей: две местные пивные (одну офицеры звали «Зайди, голубчик», вторую — «Лови момент» (она же «Кровавая харчевня») и магазин типа сельпо.
Железнодорожная линия Хельсинки — Турку заворачивала на территорию базы, и поскольку все едущие в Турку и обратно финны считались шпионами, окна вагонов на всем пути следования по базе закрывались специальными щитами (шутка по этому поводу — «самый длинный железнодорожный тоннель в мире»).

### Закрытие базы
С 1955 года руководство Союза ССР выступало с призывом прекратить гонку вооружений и созвать всемирную конференцию по этому вопросу. В подтверждение нового внешнеполитического курса Советский Союз, в одностороннем порядке, сократил численность своих Вооружённых сил с 5,8 млн человек на начало 1955 года до 3,6 млн к декабрю 1959 года.
19 сентября 1955 года в Москве было подписано соглашение между СССР и Финляндией об отказе Советского Союза от прав на использование территории Порккала-Удд для военно-морской базы и выводе советских вооружённых сил с этой территории.
Береговая артиллерия на момент расформирования базы включала в себя:
- двухорудийную 305-мм батарею № 374 на острове Мякилуото;
- трехорудийную 152-мм батарею № 114 на острове Стура-Треске;
- четырёхорудийную 130-мм батарею № 212 на острове Порее;
- четырёхорудийную 130-мм батарею № 463 на острове Ярве;
- трехорудийную 127-мм батарею № 261 на острове Хесте (законсервирована).

В ходе советско-финляндских переговоров, проходивших в Москве с 16 по 20 сентября 1955 года, в обмен на соглашение о ликвидации военно-морской базы Порккала-Удд, советское руководство добилось продления на 20-летний срок Договора о дружбе, сотрудничестве и взаимной помощи.
В ноябре 1955 года советско-норвежские переговоры, состоявшиеся в Москве, привели к официальному отказу Норвегии от размещения на её территории иностранных баз и ядерного оружия.
Общий результат данных шагов советского руководства состоял в улучшении отношений СССР со скандинавскими странами и снижении напряжённости на Севере Европы.

### Эвакуация базы
Эвакуация проводилась в большой спешке. Бетонные оборонительные сооружения были взорваны, окопы и землянки срыты.
Вывод советских войск и передача полуострова Финляндии были закончены в 1956 году. Заключительный протокол о безвозмездной передаче Советским Союзом Финляндской Республике арендуемой территории полуострова Порккала-Удд и находящегося на ней имущества досрочно — до окончания 50-летнего срока аренды — подписан в Хельсинки 25 января 1956 года.
Сохранился фильм о процессе передачи территории Порккала-Удд Финляндии.

## Финская история Порккала
26 января 1956 года граница на территории Порккала перестала существовать и 4 февраля бывшим жителям было позволено вернуться в свои брошенные дома.
Местные жители Порккала получили от финского правительства компенсацию за потерянное при эвакуации имущество.
В настоящее время в Порккала действует «Музей арендованной территории» Дегербю.
До настоящего времени на территории бывшей базы сохранилось захоронение советских военнослужащих. Ежегодно, ко дню Победы проходит торжественное возложение венков и цветов с участием представителей посольства России, финских местных властей и общества «Финляндия-Россия».
В октябре 2000 года в Порккала-Удде, в бывшей казарме, был освящён православный храм, устроенный владельцем русского ресторана в Хельсинки. Со временем здесь предполагается устроить мужской монастырь.

## В литературе
- Анатолий Азольский «Женитьба по-балтийски» (1996)